# Antoine Bournonville
Antoine Bournonville (Lió (França), 19 de maig de 1760 – Fredensborg (Dinamarca), 11 de gener de 1843) fou un ballarí, coreògraf i professor de ballet franc-danès.
Fill d'artistes, molt jove es traslladà a Viena, on estudià amb Noverre, sent després intèrpret dels seus ballets a Viena, París i Londres. A parís actuà al costat de famosos ballarins i amb coreògrafs com Vestris el jove i Gardel.
Després gaudí de la protecció del rei Gustau III a Estocolm, on muntà el seu primer ballet.
Era el pare del també ballarí i coreògraf August Bournonville (1805-1879).